# الطاقة النووية في روسيا

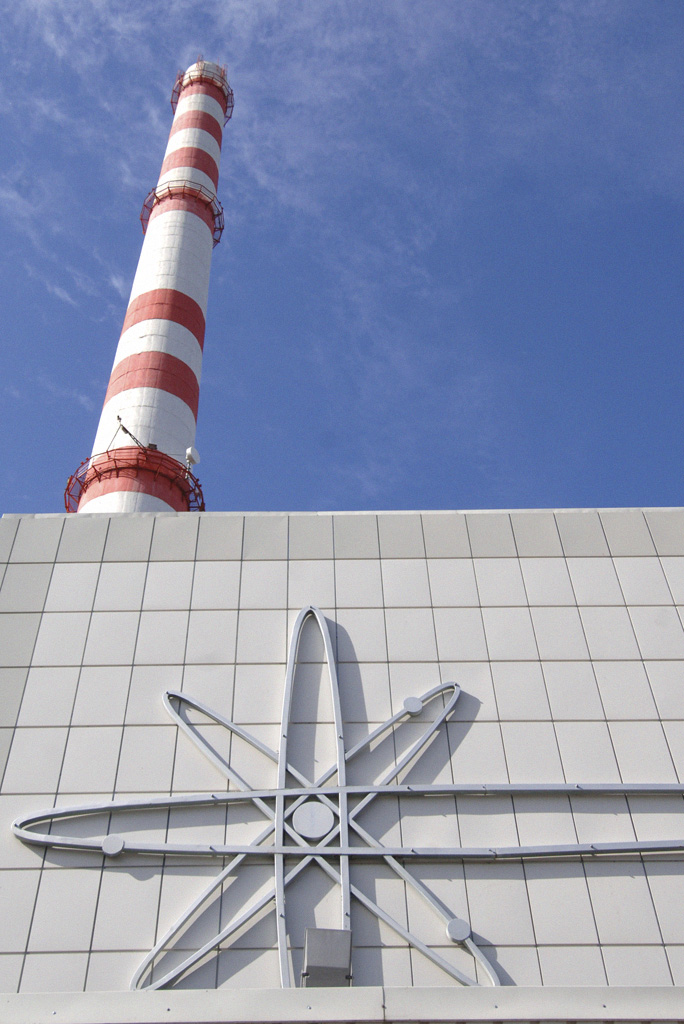
محطة لينينغراد للطاقة النووية

روسيا هي واحدة من أكبر منتجي الطاقة النووية في العالم. في عام 2018، بلغ إجمالي الكهرباء المولدة في محطات الطاقة النووية في روسيا 204.3 تيراواط ساعة، أي 18.7٪ من إجمالي توليد الطاقة. بلغت القدرة الإجمالية المركبة للمفاعلات النووية الروسية 31.3 جيجاواط في ديسمبر 2018.

## التاريخ الحديث
وفقًا للتشريع الذي تم إقراره في عام 2001، يتم تشغيل جميع المفاعلات المدنية الروسية بواسطة شركة Energoatom. اعتمد البرلمان الروسي مؤخرًا في عام 2007 القانون المتعلق بـ«خصائص إدارة والتصرف في الممتلكات وحصص المنظمات التي تستخدم الطاقة النووية والتغييرات ذات الصلة في بعض القوانين التشريعية للاتحاد الروسي»، التي أنشأت Atomenergoprom وهي شركة تمتلك جميع الصناعات النووية المدنية الروسية، بما في ذلك Energoatom، ومنتج ومورد الوقود النووي TVEL، وتاجر اليورانيوم Tekhsnabexport (Tenex) ومصنع المنشآت النووية Atomstroyexport.
| تشغيل مفاعلات وبناء مفاعلات جديدة |

الوضع العالمي للانتشار النووي اعتبارًا من عام 2017

كانت تكلفة البناء الليلية في السبعينيات منخفضة وتساوي 800 دولار لكل كيلوواط. في عام 2019، ذكر تقرير إس أند بي جلوبال أن تكاليف البناء النووي في روسيا كانت أقل بكثير من المستويات الأوروبية.
توظف الصناعة النووية الروسية حوالي 200000 شخص. تشتهر روسيا بخبرتها في مجال الصناعة النووية وسلامة تقنيتها. تسعى روسيا أيضًا إلى تنفيذ خطة طموحة لزيادة مبيعات المفاعلات روسية الصنع في الخارج، ولدى روسيا اعتبارًا من عام 2018، 39 مفاعلًا قيد الإنشاء أو مخطط له في الخارج.
مفاعل الماء المضغوط VVER-1200 هو النظام المعروض حاليًا للبناء، كونه تطورًا لـ VVER-1000 مع زيادة إنتاج الطاقة إلى حوالي 1200 ميجاوات كهربائية ويوفر ميزات أمان إضافية. في أغسطس 2016، تم توصيل أول (VVER-1200 (Novovoronezh II-1، بالشبكة.
من خلال العضوية في مشروع ITER، تشارك روسيا في تصميم مفاعلات الاندماج النووي.
في عام 2013، خصصت الدولة الروسية 80.6 مليار روبل (2.4 مليار دولار) لزيادة صناعتها النووية، وخاصة مشاريع التصدير حيث تقوم الشركات الروسية ببناء وتملك وتشغيل محطة الطاقة، مثل محطة أكويو للطاقة النووية.
في عام 2016، تم الإعلان عن خطط أولية لبناء 11 مفاعلًا جديدًا للطاقة النووية بحلول عام 2030، بما في ذلك أول VVER-600، وهو إصدار أصغر لدائرتي التبريد من VVER-1200، مصمم للمناطق والأسواق الأصغر. تمت الموافقة أيضًا على خطط تفصيلية لمرافق التخلص من المخلفات إشعاعية منخفضة ومتوسطة المستوى، ومرافق التخلص من خلال الدفن العميق للنفايات عالية المستوى في منطقة كراسنويارسك كراي.
في أكتوبر 2017، أفادت شركة Rosatom بأنها تفكر في تأجيل تشغيل محطات نووية جديدة في روسيا بسبب سعة التوليد الزائدة وأن أسعار الكهرباء النووية الجديدة أعلى من أسعار المحطة الحالية. تدرس الحكومة الروسية تقليل الدعم للطاقة النووية الجديدة بموجب عقود الدعم الخاصة بها المسماة Dogovor Postavki Moshnosti (DPM)، والتي تضمن للمطورين عائدًا على الاستثمار. في عام 2019، ذكر تقرير إس أند بي جلوبال أنه «نتوقع أن تزيد القدرة النووية المحلية بشكل معتدل فقط لأن الطلب على الكهرباء في روسيا في حالة ركود، نظرًا لنمو الناتج المحلي الإجمالي المتواضع، وإمكانية كبيرة لتوفير الطاقة، ونية الحكومة لتجنب رفع أسعار الكهرباء».
تم تجهيز أول محطة للطاقة النووية العائمة في روسيا (أكاديمك لومونوسوف)، لتزويد مدينة روسية نائية على مضيق بيرينغ بالطاقة. تتميز الوحدة النووية بتكنولوجيا المفاعلات الصغيرة (SMRs).

## مفاعلات الطاقة النووية

### المفاعلات قيد التشغيل
هناك أحد عشر مفاعلًا روسيًا من نوع RBMK 1000، على غرار المفاعل الموجود في محطة تشيرنوبيل للطاقة النووية. كان من المقرر في الأصل إغلاق بعض مفاعلات RBMK ولكن تم تمديد عمرها بدلاً من ذلك وزادت في الإنتاج بنحو 5٪. يقول النقاد إن هذه المفاعلات ذات «تصميم غير آمن بطبيعته»، ولا يمكن تحسينه من خلال الترقيات والتحديث، ومن المستحيل استبدال بعض أجزاء المفاعل. وتقول مجموعات بيئية روسية إن تمديد العمر «ينتهك القانون الروسي، لأن المشاريع لم تخضع للتقييمات البيئية».

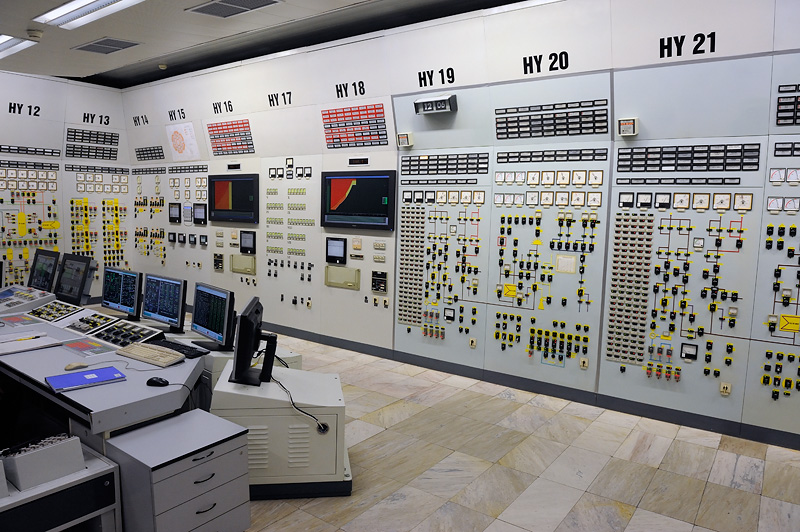
غرفة التحكم في VVER-1000 في عام 2009، وحدة Kozloduy 5

## مشاريع NPP الدولية في الصناعة النووية الروسية
| الدولة   | مفاعل NPP       | النوع              | ميجاوات صافي | ميجاوات الإجمالي | بداية الإنشاء                                     | بداية التشغيل |
| -------- | --------------- | ------------------ | ------------ | ---------------- | ------------------------------------------------- | ------------- |
| تركيا    | أوكيو-1/2/3/4   | VVER-1200/491      | 1115         | 1200             | 2016                                              | 2023          |
| بنغلاديش | روبور-1         | VVER-1200/523      | 1080         | 1200             | 2017-11-30                                        | 2023          |
| بنغلاديش | روبور-2         | VVER-1200/523      | 1080         | 1200             | 2018-07-14                                        | 2024          |
| بلاروس   | البيلاروسية-1   | VVER-1200/491      | 1115         | 1200             | 2013-11-06                                        | 2019          |
| بلاروس   | البيلاروسية-2   | VVER-1200/491      | 1115         | 1200             | 2014-06-03                                        | 2020          |
| إيران    | بوشهر-1         | VVER-1000/446      | 915          | 1000             | 1975-05-01 (1995)                                 | 2013-09-23    |
| إيران    | بوشهر-2         | VVER-1000/446      | 915          | 1000             | 2016-09-10                                        | 2025          |
| إيران    | بوشهر-3         | VVER-1000/446      | 915          | 1000             | 2016-09-10                                        | 2027          |
| الهند    | كودانكولام-1    | VVER-1000/412      | 917          | 1000             | 2002-03-31                                        | 2013-10-22    |
| الهند    | كودانكولام-2    | VVER-1000/412      | 917          | 1000             | 2002-07-04                                        | 2016-07-10    |
| الهند    | كودانكولام-3/4  | VVER-1000/412      | 917          | 1000             | تفاوض                                             |               |
| سلوفاكيا | موتشوفيس-3/4    | VVER-440           | 440          | 471              | 1987-01-27، توقف عام 1991، أعيد تشغيله 2008-11-03 | 2020 (تقديري) |
| فيتنام   | نينه ثوان 1-1/2 | VVER-1000/428      | 950          | 1000             | ألغيت                                             | ألغيت         |
| فيتنام   | نينه ثوان 1-3/4 | VVER-1000/428      | 950          | 1000             | ألغيت                                             |               |
| الصين    | تيانوان-1       | VVER-1000/428      | 990          | 1060             | 1999-10-20                                        | 2007-05-17    |
| الصين    | تيانوان-2       | VVER-1000/428      | 990          | 1060             | 2000-10-20                                        | 2007-08-16    |
| الصين    | تيانوان-3       | VVER-1000/428М     | 1050         | 1126             | 2012-12-27                                        | 2018          |
| الصين    | تيانوان-4       | VVER-1000/428М     | 1050         | 1126             | 2013-09-27                                        | 2018          |
| أوكرانيا | خميلنيتسكي-3/4  | VVER-1000/392B     | 950          | 1000             | ألغيت                                             | ألغيت         |
| فنلندا   | هانهيكيفي-1     | VVER-1200/AES-2006 |              | 1200             | بداية 2021                                        | يقدر في 2028  |

بالإضافة إلى ذلك، تحتوي قائمة مشاريع Atomstroyexport challenging NPP على:
- وحدات الطاقة Temelin NPP 3/4 (جمهورية التشيك)
- الأردن NPP (NPP من وحدة واحدة مع خيار لوحدة الطاقة الثانية) [19]
- وحدات الطاقة Metsamor NPP 3/4 (أرمينيا)
- NPP مع مصنع المفاعل VBER-300 (كازاخستان)
- سانمينغ NPP (الصين)

## شركات الهندسة النووية
- Atomenergomash: شركة هندسة الطاقة؛ تنتج مولدات البخار لمحطات الطاقة النووية
- أتوماش: أكبر شركة هندسة نووية في روسيا مصممة لبناء ما يصل إلى 8 مفاعلات في السنة.
- Atomstroyexport: احتكار تصدير معدات الطاقة النووية والخدمات
- OKBM Afrikantov: شركة تصميم وهندسة المفاعلات النووية. الشركة العالمية الرائدة في إنتاج المفاعلات المولدة السريعة.
- OKB Gidropress: شركة تصميم وهندسة المفاعلات النووية

## سلامة
وستقوم روسيا، رداً على الحوادث النووية اليابانية عام 2011، بإجراء «اختبار إجهاد» على جميع مفاعلاتها «للحكم على قدرتها على مقاومة الزلازل بقوة أكبر مما توقعه التصميم الأصلي».

## روابط خارجية
- الرابطة النووية العالمية: الطاقة النووية في روسيا
- World-nuclear.org